# دیوید والادو
دیوید والادو (انگلیسی: David Valadao; زاده ۱۴ آوریل ۱۹۷۷) نمایندهٔ حوزه انتخابیه کالیفرنیا از حزب جمهوری‌خواه در مجلس نمایندگان ایالات متحده آمریکا است که برای نخستین‌بار در ۶ ژانویه ۲۰۱۳ میلادی به‌عضویت این مجلس درآمد.
در ماه سپتامبر سال ۲۰۱۷، فرانک پالون، تولسی گبرد و دیوید والادو، نمایندگان کنگره آمریکا، به جمهوری آرتساخ، سفر کردند.